# 547 هـ
547 هـ هي سنة في التقويم الهجري امتدت مقابلةً في التقويم الميلادي بين سنتي 1152 و1153.

## مواليد
- نجم الدين ألبي